# VfB Obertürkheim
Der VfB Obertürkheim ist ein Verein, der Fußball im Seniorenbereich für Männer und Frauen und im Juniorenbereich für Jungen und Mädchen, sowie Alte Herren und Schiedsrichter in den weiteren Abteilungen führt.
Im Jahr der Gründung 1920 war Obertürkheim mit seinem rund 4500 Einwohnern noch eine selbständige Gemeinde, bevor sie zwei Jahre später, am 1. April, nach Stuttgart eingemeindet wurde. Einen Sportverein gab es bereits seit dem Jahr 1897 mit dem Turnverein Obertürkheim. Mit dem Aufkommen des Fußballsports aus dem Mutterland England übten sich bereits Mitglieder der Turnvereine in dieser neuen Sportart, so auch in Obertürkheim, in dem sich im aufgehenden Stern der Nürnberg-Fürther Fußballschule zahlreiche Vorbilder boten. Als neue Konkurrenz der Turner spürten die Fußballspieler Ablehnung sowie mangelnde Unterstützung für ihren Sport.

## Männerfußball

### 1920–1945
Noch vor der Reinlichen Scheidung in den Jahren 1923 und 1924 in Deutschland, fanden sich nahezu dreißig Männer im März 1920 in der Gastwirtschaft „Zum Kreuz“ in der Uhlbacher Straße 66 (heute befindet sich an dieser Stelle die Metzgerei Götz) zusammen und gründeten dort mit dem „Verein für Bewegungsspiele Obertürkheim“ ihren eigenen Fußballverein mit den Vereinsfarben Blau und Weiß und in Anlehnung an das Obertürkheimer Wappen mit einem Mühlrad versehen. Zu jener Zeit, wie fast überall in Deutschland, fehlten neu gegründeten Fußballvereinen eigene Spielstätten bzw. Sportplätze, sodass man um spielen zu können ein entsprechendes Gelände finden musste und mit dem Auf- und Abbau des Tor(gestäng)es beschäftigt war.
Erst mit der Freigabe eines Platzes für das Fußballspielen vor der Obertürkheimer Turnhalle, konnte im Jahr 1921 das erste Spiel des VfB in Obertürkheim selbst stattfinden. Die ersten sportlichen Erfolge ließen auch nicht mehr lange auf sich warten: Schon 1922 wurde der VfB Meister der B-Klasse, und 1925 schaffte er sogar den Aufstieg in die Kreisklasse. Zur Spielzeit 1936/37 gelang dem Verein der Aufstieg in die damals zweitklassige Fußball-Bezirksklasse Württemberg, Abteilung Stuttgart.
Erst im Jahr 1928 erhielt der VfB Obertürkheim dann am Neckar, auf dem Gewann „oberer Wasen“, einen eigenen Sportplatz und seine endgültige Heimat. Der festlichen Einweihung folgte das Spiel gegen den Stuttgarter SC, dem man allerdings knapp mit 2:3 unterlegen war.

### 1945–1969
Nach Kriegsende entstand in Obertürkheim auf Anordnung der Besatzungsmächte zunächst ein Großverein für alle bisherigen Sportvereine. Doch war dieser nicht von großer Dauer; es war nur eine Frage der Zeit, bis die ehemals selbständigen Vereine wieder ihr Recht auf Eigenleben, zur Pflege ihrer besonderen Sportart forderten: Bereits im Jahr 1948 gab es wieder einen VfB in Obertürkheim. Im Jahr 1950 gewann der Verein die Meisterschaft in der Kreisklasse, verpasste in den Spielen für die Landesliga jedoch den Aufstieg. Eine Zeit mäßiger spielerischer Leistungen führte zu mehreren Abstiegen, zuletzt in die C-Klasse im Jahr 1953. Am Saisonende 1955/56 gelang der Aufstieg in die B-Klasse, bevor am Saisonende 1961/62 der erneute Abstieg in C-Klasse unvermeidlich war. Die Saison 1965/66 – inzwischen in der B-Klasse angelangt – sollte die spielerisch beste einer Obertürkheimer Mannschaft in den letzten 15 Jahren sein. Monatelang führten sie die Tabelle der B-Klasse an und nur das Verletzungspech raubte ihr am Ende den fast schon sicher geglaubten Aufstieg in die A-Klasse.

### 1970–1989
Im Jahr des 50-jährigen Vereinsjubiläums begannen die Planungen für ein neues und größeres Clubhaus (das seinerzeit wesentlich aus Holz gebaute wurde am 1. Dezember ein Raub der Flammen) und die Vorarbeiten für zwei neue Sportplätze, die etwas weiter neckarabwärts wie der alte liegen sollten. Der erste dieser Plätze, der Tennenplatz, wurde bereits im November 1971 für den Spielbetrieb freigegeben, der zweite, der Rasenplatz, konnte 1982 festlich eingeweiht werden. Schon fünf Jahre zuvor, im Dezember 1977, war das neue Clubhaus mit der Vereinsgaststätte „Ailenbergblick“ fertiggestellt worden.
Sportlich erfolgreich waren die 1970er und 1980er Jahre nicht; bis 1975 konnte sich die Erste Mannschaft mit Mühe in der B-Klasse halten, bevor sie in die C-Klasse, der seinerzeit untersten Spielklasse, absteigen musste. Erst zum Ende der 1980er-Jahre stellte sich wieder Erfolg ein, sodass 1987 der erste (von drei) Aufstiegen in die Kreisliga A gelang.

### 1990–Gegenwart
Auch in den 1990er-Jahren gab es Erfolge zu feiern. So gelang 1995 der Aufstieg in die A-Klasse, in der man in der folgenden Saison nur knapp an einem erneuten Aufstieg in die Bezirksliga scheiterte. Die nachfolgenden Jahre waren geprägt von einem Umbruch sowohl bei den Aktiven als auch im Vorstand. So übernahm 1999 Udo Reinmuth die Vereinsführung. Im aktiven Bereich der Herren musste man nach einer radikalen Verjüngungskur 1999 in die B-Klasse absteigen. Im Jahr 2009 stieg man unter Trainer Norbert Robl als Zweitplatzierter und nach erfolgreicher Relegation wieder in die A-Klasse auf.

## Frauenfußball
Mit Beginn der Saison 1994/95 wurde der VfB Obertürkheim um eine Frauen- und Mädchenfußballabteilung erweitert und diese dauerhaft integriert, nachdem bereits im Jahr 1974 die ersten weiblichen Fußballspieler an der Hafenbahnstraße spielten und mehrere Auf und Abs erfahren mussten. Den Mädchenmannschaften gelangen einige Meisterschaften und zahlreiche Turniererfolge, die Frauenmannschaften konnten ebenfalls regionale Meisterschaften nachweisen.
Von der Saison 2019/20 bis zur Saison 2021/22 war die erste Frauenmannschaft in der drittklassigen Regionalliga Süd vertreten und war damit eines der führenden Teams unter den Frauenfußballmannschaften in Stuttgart und Umgebung. Die zwei weiteren Teams spielten in der Landesliga und der Bezirksliga. Drei aktive Frauenmannschaften waren lange Jahre ein absolutes Alleinstellungsmerkmal in der Region.
Seit dem 1. Juni 2021 kooperiert der Verein mit dem VfB Stuttgart und hat im Zuge dessen die Spielrechte der Teams aus der Oberliga, der Landesliga und der B-Junioren/-Juniorinnen-Bundesliga an den VfB Stuttgart übertragen. Die Regionalligamannschaft lief 2021/22 weiterhin unter der Flagge der Kooperation für den VfB Obertürkheim auf. 2022/23 trat die Mannschaft dann als VfB Stuttgart auf.
Mittlerweile hat der VfB Obertürkheim aber wieder eine eigene Frauenmannschaft, die in den unteren Ligen spielt.